# Przesilenie (powieść Katarzyny Bereniki Miszczuk)
Przesilenie – polska powieść fantasy autorstwa Katarzyny Bereniki Miszczuk. Ukazała się 16 kwietnia 2018, nakładem wydawnictwa W.A.B. Książka jest czwartym tomem z pięciotomowej serii Kwiat Paproci, opowiadającej historię Gosi, młodej lekarki żyjącej w świecie, w którym Mieszko I nigdy nie przyjął chrztu. Książka zdobyła tytuł Książki Roku 2018 w kategorii literatura fantastyczna według portalu Lubimy Czytać, zdobywając 1923 głosy.